# Российская Польша

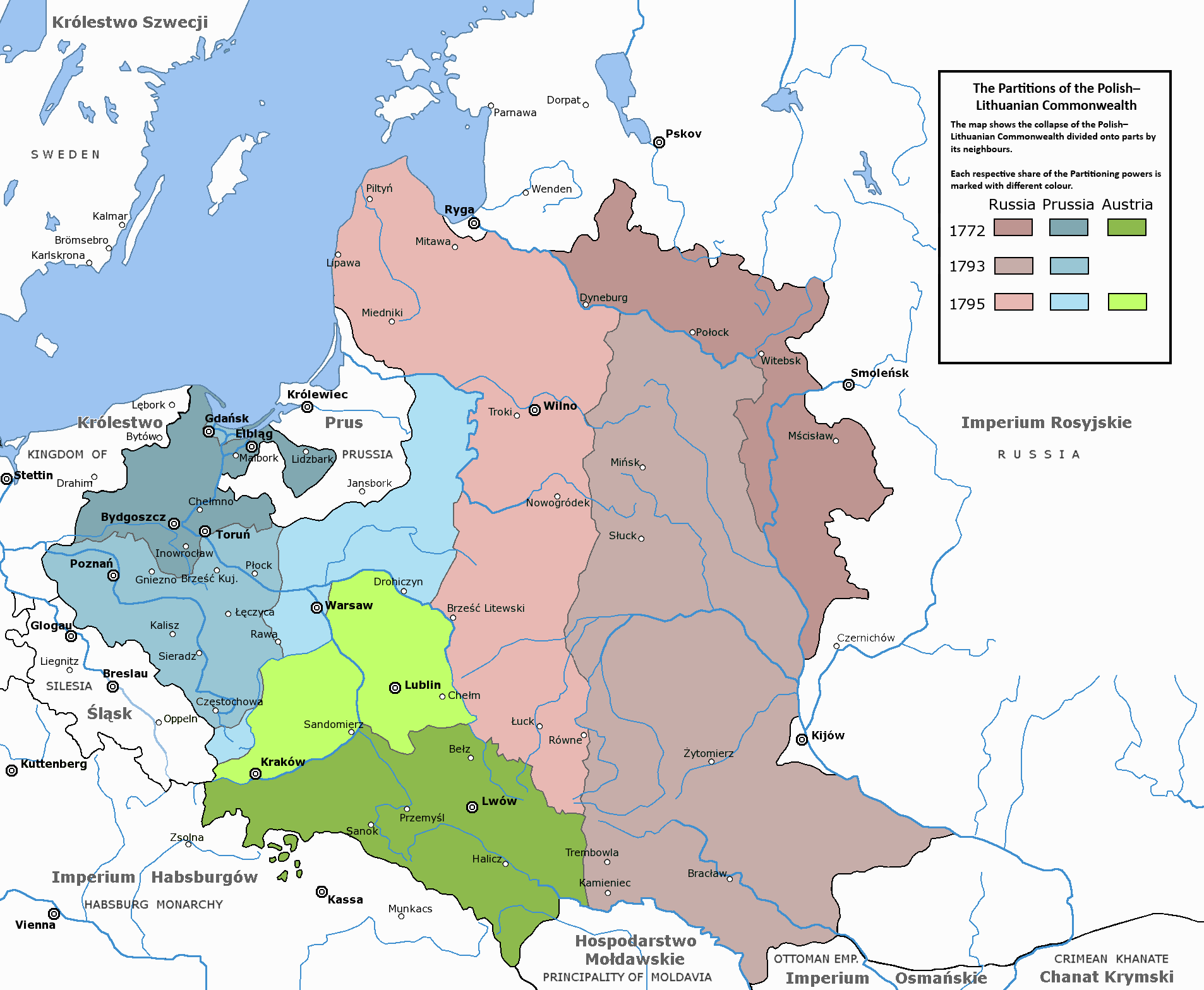
Разделы Речи Посполитой

Российская Польша, также «Российский Раздел» (пол. Zabór rosyjski) или «Российский Сектор» — бывшие владения Речи Посполитой, аннексированные Российской империей в результате первого (1772 год), второго (1793 год) и третьего раздела Речи Посполитой (1795 год), а также после раздела Варшавского герцогства в 1815 году.

## История

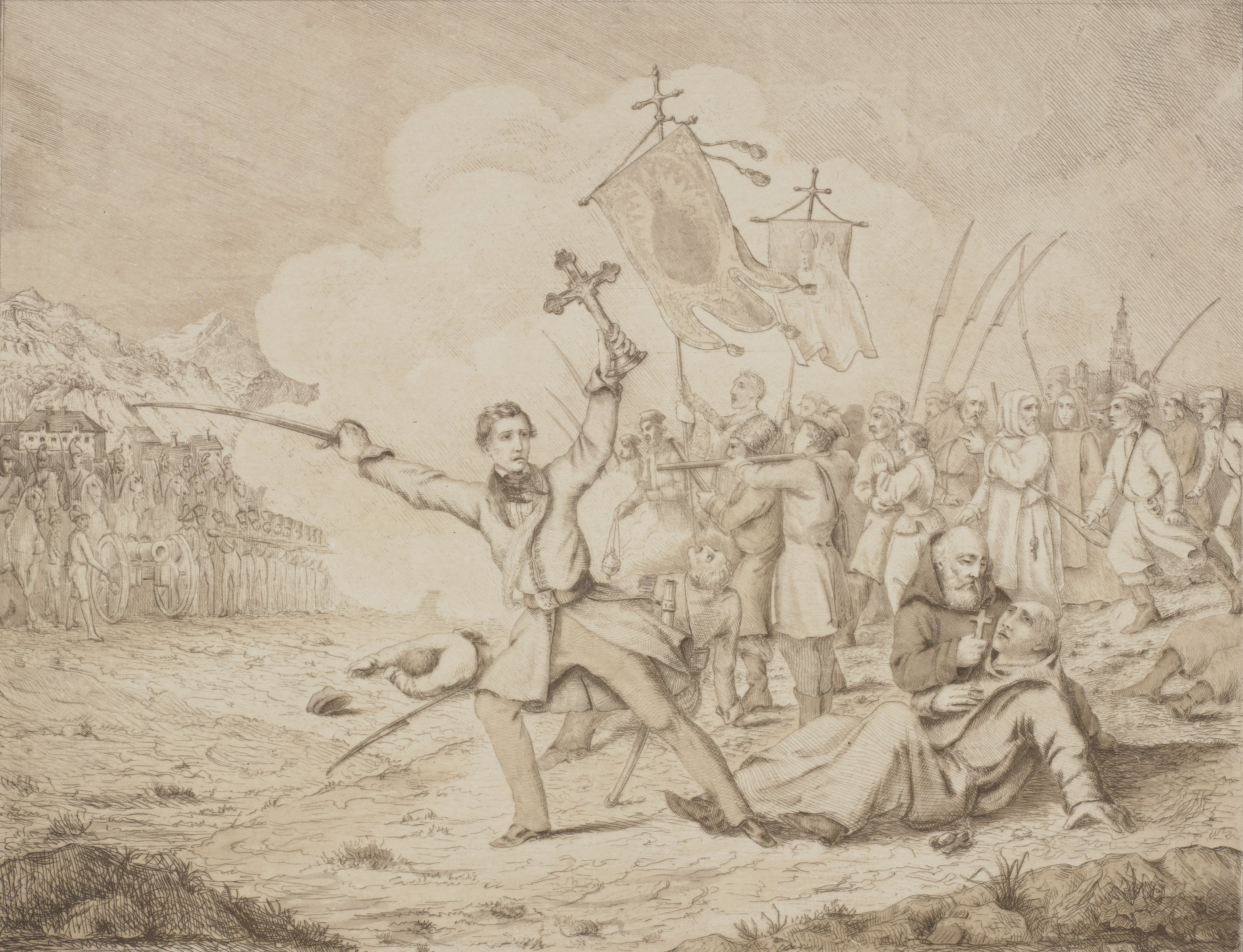
Эдуард Дембовский во главе Краковского восстания 27.02.1846

## Ноябрьское восстание
Началось 29 ноября 1830 года и продолжалось до 21 октября 1831 года, под лозунгом восстановления независимой «исторической Речи Посполитой» в границах 1772 года, то есть сецессии не только территорий с преимущественно польским населением, но и территорий, населенных белорусами, украинцами и литовцами.

## Административное деление
Российская империя разделила бывшие территории Речи Посполитой на следующие административные единицы:
- Гродненская губерния
- Киевская губерния
- Волынская губерния
- Подольская губерния
- Минская губерния